# Else Frölich
Eli Maria 'Else' Frölich Thaulow Sandberg (født 31. august 1880 i Vestre Aker, Norge død 15. september 1960 i København) var en dansk-norsk skuespillerinde.
Hun blev født i Paris som datter af den norske maler Fritz Thaulow og Ingeborg Charlotte Gad. Hun startede som operetteskuespillerinde og fik stor succes i Dollarprinsessen i 1909. I 1911 begyndte hun hos Nordisk Film, og fik flere hovedroller de kommende år. Hendes sidste film var stumfilmen Det døde skib fra 1920.
Hun blev gift med filminstruktør A.W. Sandberg i 1916 og sammen fik de sønnen Henrik Sandberg.
Hun ligger begravet på Vor Frelsers Kirkegård.

## Udvalgt filmografi
- Ungdommens Ret - som Frk. Engelke, selskabsdame (1911)
- En Lektion - som journalist Warrens hustru (1911)
- Naar Kærligheden dør - som Anne-Lise, Overretssagfører Tangs hustru (1912)
- Den stærkeste - som Grevinde Rinette von Thule
- Badets Dronning - som Fru Blank (1912)
- Bornholmeruret - som grossererfrue (1912)
- Hjærternes Kamp - som danserinden Kartowska (1912)
- Jernbanens Datter - som Eva, Iwan og Alexandras datter (1912)
- Naar Kærligheden dør - som Anne-Lise (1912)
- Dyrekøbt Venskab - som Alice, von Branners datter (1913)
- Fangens Søn - som Nina Bloch (1913)
- Djævelens Datter - som Ariadne Leifert, "Djævelens datter" (1913)
- Fangens Søn (1914)
- De kære Nevøer (1914)
- Den sidste Nat (1915)
- Det gamle Fyrtaarn (1915)
- Den Vanærede (1915)
- En Opstandelse (1915)
- Kampen om Barnet (1915)
- Hvem er Gentlemantyven? (1915)
- Cowboymillionæren (1915)
- I Livets Brænding (1916)
- Hendes Fortid (1916)
- Værelse Nr. 17 (1916)
- Syndig Kærlighed (1916)
- Den Retfærdiges Hustru - Yelva, Steins hustru (1917)
- Favoriten (1917)
- De mystiske Fodspor - Marion, Carls hustru (1918)